# Zeuxo (Parazeuxo) coturnix
Zeuxo (Parazeuxo) coturnix is een naaldkreeftjessoort uit de familie van de Tanaidae. De wetenschappelijke naam van de soort is voor het eerst geldig gepubliceerd in 2012 door Bamber.